# 青春ロボコン〜「理数系の甲子園」を映画にする〜
『青春ロボコン〜「理数系の甲子園」を映画にする〜』（せいしゅんロボコン りすうけいのこうしえんをえいがにする）は、映画監督・古厩智之の著書。

## 解説
2004年に岩波書店（岩波ジュニア新書）から出版され、古厩智之としては初の著書になる。内容は2003年に公開された『ロボコン』の裏話付き撮影台本（全文掲載）をメインに、同作品が出来るまでの過程がエッセイを絡めて述べられたメイキング本である。
第一章は、『ロボコン』の企画が立ち上がるまでのプロセスと古厩自身の映画との出会いを描いたエッセイ。映画監督志望の若い読者層を意識してか、“監督拒否症”になる程だった『この窓は君のもの』の過酷な撮影エピソード（「古厩智之」項目参照）には、ほとんど触れていない。
第二章は、本書のメインとなる撮影台本全文で、これに古厩が裏話をチョコチョコ挿入する構成。このシーンがどういう意図で撮られたのかは勿論、撮影前或いは編集時でカットされたシーンに関しても、それがなぜカットされたのかを詳しく説明。時に長澤まさみ等による監督の意図以上のキャラ作りに感嘆したことも振り返っていて、映画とは共同作業だということが改めて再認識させられる。クライマックスのロボコン全国大会決戦シーンには、写真に吹き出しを入れたフィルムコミック風キャプションが計33ページ付いている。